# Novo vreme
Novo vreme (serbisch-kyrillisch Ново време für „Die Neue Zeit“) war die führende Tageszeitung im Militärverwaltungsgebiet Serbien mit Hauptsitz in Belgrad. Neben der Zeitung Obnova (Die Erneuerung) war es das Mitteilungsblatt der serbischen Kollaborationsregierung unter General Milan Nedić. In Kooperation mit deutschen Stellen und einheimischen Verlegern beteiligte sich das Blatt an antisemitischer und antikommunistischer Propaganda.

## Geschichte
Das Blatt wurde im April 1941 als erste kollaborierende Zeitung unter deutscher Okkupation gegründet und entstand aus der Verschmelzung der Zeitung Vreme (Die Zeit) mit der Zeitung Politika (Die Politik). Novo vreme sollte das Vakuum füllen, das in Belgrad durch die Einstellung der Zeitungen Politika, Vreme und Pravda hinterlassen wurde. Nach dem Balkanfeldzug der deutschen Wehrmacht und der Besetzung bzw. Zerschlagung des ersten Jugoslawiens, hatten sich die wichtigsten kollaborationsbereiten jugoslawischen Journalisten um Novo vreme und die kroatische Zeitung Hrvatski Narod in Zagreb versammelt.
In Übereinstimmung mit deutschen Vorstellungen beschrieb das Blatt den Zusammenbruch des Königreichs Jugoslawien als das Werk einer Gruppe von Verschwörern aus Belgrad unter der Führung von General Dušan Simović und als Ergebnis ausländischer Propaganda und der internationalen jüdisch-freimaurerisch-bolschewistischen Verschwörung gegen die deutsche Neuordnung im Staatsstreich von 1941. Darüber hinaus fand das Papier auf deutsche Weisung die Wurzeln des Zusammenbruchs des Landes in seinen inneren und äußeren Schwächen und in der Idee des Jugoslawismus, die für die Katastrophe des serbischen Volkes verantwortlich gemacht wurde. Der Zweck dieser Art von Propaganda war es, sogar die Idee des zusammengebrochenen Staates zu zerstören und so den Aufbau des „neuen Serbien“ zu ermöglichen, wie es in den Schriften von Novo vreme beschrieben wird.
Im August 1941 veröffentlichte die Zeitung mit dem Appell an die serbische Nation, einen Aufruf von 546 prominenten kirchlichen, intellektuellen und politischen Vertretern Serbiens, der die serbische Bevölkerung von der Sinnlosigkeit und Gefahr des Widerstands gegen die deutsche Besatzung überzeugen und zur Kollaboration bewegen sollte.

## Verantwortliche
Herausgeber von Novo vreme war von 1941 bis 1944 der ehemalige Tschetnik-Offizier, Journalist und Schriftsteller Stanislav Krakov (1895–1968), dessen Onkel mütterlicherseits der Ministerpräsidenten der serbischen Kollaborationsregierung Milan Nedić war.
Chefredakteur war vom 16. Mai 1941 bis zum 3. August 1941 Predrag Milojević (ab 25. Juli 1941 in Abwesenheit). In der Redaktion wechselten sich Nikola Kapetanović, Živojin Vukadinović, Dušan Lopandić, Bora Kesić, Aleksandar Simić, Nikola Aleksić, Dragan Aleksić, Milan Radulović und Miloš Mladenović ab. Ab dem 3. August 1941 wurde der Jurist Miloš Mladenović (1903–1984) Chefredakteur (bis dahin stellvertretender Chefredakteur) und die Redaktion übernahmen Radenko Tomić, Nikola Aleksić, Vojin Đorđević, Svetozar Grdijan.